# Szűcshímzés
A szűcshímzés a szűcsök készítette bőrruhák hímzett díszítése.

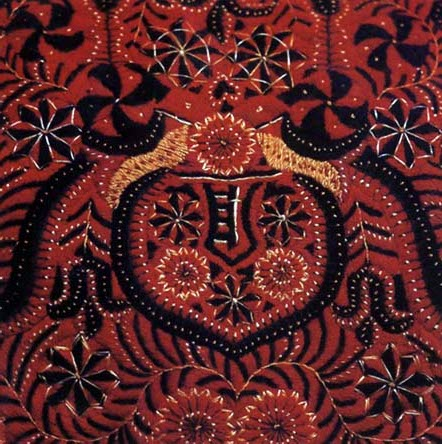
Gyapjúfonállal hímzett juhbőr melles részlete

## Kialakulása
Kialakulása több forrásból származtatható: a kiszabott darabok keskeny bőrszalagokkal való összekötéséből (szironyozás), hasival (nyers, finomabb kikészítés nélküli vékony bőr), fonallal való összevarrásából. Mindezekből idővel, felfedezve annak variációit, meglátva dekorativitását, dísz keletkezett: pillangók, sallangok, szironyvarrások, kötések és fonások. Ugyancsak dísszé vált az összetoldások közé vett varráserősítő bőrcsík, szűcs kifejezéssel  „vóc” is.

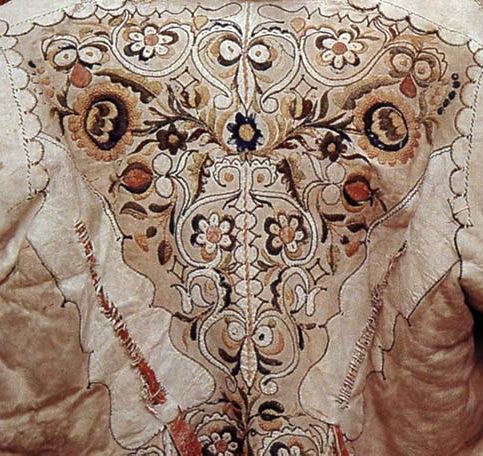
Hímzett ködmön fehér bőr rátéttel

## Irha rátét díszítésként
A díszítés kialakulásában azonban legjelentősebb szerep jutott a rátétnek (lásd:rátétmunka), amit a szűcsök inkább irházásnak neveztek. Az irhát a szabásvonalak fedésére, a ruhadarabok szegésére, erősítésére használták. Az irha szőrtelenített bőr, amelyet eredeti színében használtak, de díszítőjellegének kiemelése céljából később különböző színűre, főleg törökpirosra festették. Az irhát szabályosan ismétlődő, ún. irházó öltésekkel színes, rendszerint fekete vagy barna fonallal varrták le. E ritmikus öltés-sor még díszesebbé vált, amikor az irha széle mellett színes fonalat, verezneket vezettek, a széleket pedig tagolni kezdték hullámosan (vízfolyásos), félkörösen (almás), csipkésen, csigavonalasan stb. Mint ahogy a szegő irhák dísszé váltak, ugyanúgy díszítő foltok, vonalak keletkeztek azokból az irházásokból is, amelyeket a toldásvonalak fedésére, hangsúlyozására és a bőr erősítésére alkalmaztak.  Az irhák tagolása, cifrázása jelezte gazdájának módosságát is.

## Debreceni ködmön díszítése
A debreceni szűcscéh 1598. évi artikulusa így figyelmezteti a mestereket: „Senki az városi kedmenek hát felfóttyát, se vállfejét, se elei fótját meg ne irházza, hanem csak az ujja eleit”. Az ugyanez évi árszabás a ködmönökre mondja: „…ha hát fótját megirháztatja, hetvenöt pénz az jutalma…”. „Ha a mál gereznát meggallérozza, az virágát is kiketezi (kikötözi), negyedfél forintot adjon tüle.” A városi tanács 1646. évi határozatából már igen fejlett díszítésre, talán hímzésre következtethetünk: „Az czifrázott és mostan szokott tarkázott ködmeneket is ne legyen szabad árulni…”. A ködmön, mint ebben a korszakban általános viselet gyakran már ekkortájt hímzett díszítést mutat. A kezdetben tisztán erősítő célt szolgáló „hátfelfolt” dísszé válását ködmönein, meggyőzően szemléltetik. Az elterebélyesedő rátétek néhány, leginkább alföldi előfordulástól eltekintve, növényi eredetűek. Középen a legtöbbször szimmetrikus tengelyt alkotó leveles száron vagy annak életfára emlékeztető ágain almák, szívformák, rózsák, tulipánok, szegfűk, bogyós (böngyikés) hajtások helyezkednek el. Szerkezetileg egységesek, legtöbbször egyetlen irhadarabból kivághatók. A tisztán irházásos díszítés a csökölyi ref., a baranyai böngyikés és a hódmezővásárhelyi ködmönökön a legutóbbi időkig fennmaradt.

## Hímzéssel való díszítés
A hímzéssel való díszítés kialakulását a ruhadarabok és a mintakönyvek alapján két úton mutathatjuk ki.
1. Az irhadíszítés közé a szironnyal való varrás pótlására (virágát kikötözi) fonallal leveleket, hajtásokat kezdtek hímezni mindaddig, míg végül csak a nagyobb formákat vagdalták bőrből. Ez a fejlődés leolvasható fennmaradt bőrruháinkról. Szép példái ennek a dunántúli, borsodi, cigándi, erdélyi, felföldi ködmönök jó része.

2. A szűcsmintakönyvek, valamint a 19. sz.-ban készült ruhadarabok tanúsága szerint feltételezhető, hogy az irházástól függetlenül is kialakult egy önálló, tisztán hímzett ornamentika. Ennek alapja a túlnyomóan rózsákkal tűzdelt virágcsokor (bokorvirág). Ebből alakították ki a magyar szűcsmesterek a 19. sz. folyamán azt a gazdag és változatos szűcshímzést, amely a köztudatban él, de még ma is inkább feltáratlanul a múzeumok őriznek.  

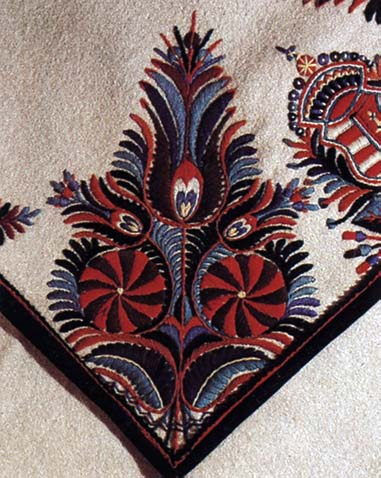
Virágtő szűrgalléról, Mátravidék

## Motívumkincs
Legismertebb a pávaszem, amely tizenkilencedik századi téves elnevezése a stilizált rózsának. A téves elnevezés a páva farktollán lévő körkörös színezésű foltok hasonlósága miatt alakult ki. Az elnevezés 1885-90 között főleg iparművész körökben terjedt el. A ház előtti virágoskert virágai (tulipánok, szegfők, rózsák, georginák, nefelejcsek, rozmaring) mellett megtalálhatóak a tölgyfa-, akác, cserfa levelek is a motívumok között. Gyakori motívum a magyar címer is. Az állatvilágból a virágos ágat tartó madár (galamb), páva, kakas, hal és kígyó került a bőrmunkákra.

## Díszítmény szerkezete
A bokorvirágok szerkezetileg többféle megoldást mutatnak. Leggyakoribb a szimmetrikus tengelyt alkotó rozmaringleveles egyenes ág, amelynek oldalra 3–3 hajtása van. Az alsókon nagyobb nyolcas vagy tojásrózsák virítanak, majd kisebb hatos-, vagy forgórózsák, s az ágak végén tulipán, de inkább hármas bimbó páros vagy bajuszos levelekkel. A fölötte levő ág már rövidebb, kisebb rózsával, levéllel és bimbókkal. A harmadik, a legfelső ág csak bimbós. A vezérág tulipánban, de gyakran rózsában végződik. E félkörös vagy háromszög alakú kompozíciók leginkább a subák tányérját, ill. a ködmönök ujját díszítik. A ködmönök elején, pálháján gyakoriak a hajlott, gyengén S alakú aszimmetrikus csokrok rozmaringleveles, rózsás, szegfűs, bimbós hajtásokkal. A ködmönök háta, a debreceni női subák tányérvirágozása is rendszerint három ágú indán csokorszerűen elhelyezett rózsákból, tulipánokból, bimbós, bogyós, leveles ágakból áll. A bokorvirágok mellett szólnunk kell a szalagszerűen komponált, a színek és formák ritmusán alapuló folyómintákról. Ezeknek leggyakoribb formája a hullámos rozmaringleveles ágon, ill. annak hajlataiban elhelyezett rózsás, tulipános, bimbós, körkörös díszítősorok. 

## Díszítés elhelyezése

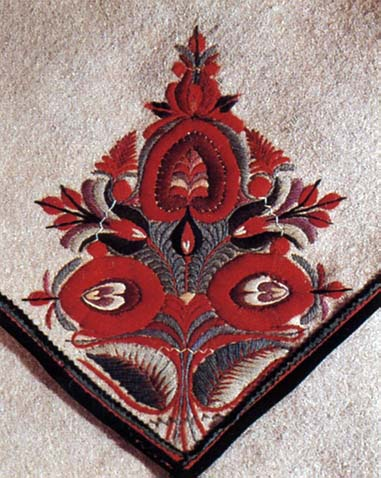
Gyapjúfonállal hímzett szűrgallér sarokvirága

A szűcshímzés értékét, szépségét nemcsak sok száz változatú motívumkincsében és azoknak bokorvirágos vagy folyómintás sorokba való tömörítésében, még csak nem is a színek és formák páros vagy keresztrímes szín és formaritmusában kell látnunk, hanem a díszítő foltoknak az egy ruhán való összeszerkesztésében, felépítésében. Az az igazi szűcsremek, amelyen érvényesül a szerkesztés egysége, összhangja, ez a szimfóniához hasonló építkezés, amelynek megvannak a tételei, törvényszerűségei. E törvényszerűségek legjobban az alföldi férfi és női subákról és jó néhány erdélyi, dunántúli, békési, átányi, palóc, körösvidéki stb. ködmönről olvashatók le. 
Az alföldi és D-borsodi subákon a következő szerkesztési elveket állapíthatjuk meg: a fél- vagy háromnegyed kör alakú ruhadarabokat fénylő fekete göndör báránybőr szegélyezi, mintegy összefoglalja. Az alján fekvő jellegű folyóvirágos rozmaringleveles vagy körkörös rózsás tömör szerkezetű, szilárd alapozást adó mintasor fut, amely fölött még egy másik, kb. u.olyan széles (5–8 cm), de motívumaiban más és szerkesztésében oldottabb, felfelé kinyíló, tehát inkább álló díszítő sor fut. Ezek támasztják alá és biztosítják a ráépülő bokorvirágok egyensúlyát, melyek, mint oszlopsorok tagolják a subát, amit sokszor a köztük lefelé futó színes szélirhák vagy virágfüzérek is hangsúlyoznak, egyben kiemelik a test derekasságát. A bokorvirágok felett keskeny, könnyed, sokszor rojt vagy rojtszerű minta (csengő sor) zárja az oldalvirágozást. Efölött fut a széles keresztirha, amely megalapozza a felette futó vállkoszorú tömör virágsorát, ez rendszerint az aljkoszorú ismétlődése. Erre épül a befejező, ismét függőleges tagolású, felfelé kinyíló, mozgalmasabb vonalvezetésű vállvirágozás. A magyar díszítőművészet egyik legjellemzőbb sajátosságára, a tömören díszített foltok dekoratív vonalvezetésére a kiskunsági és körösvidéki férfi subák mutatják a legszebb példákat. A szűcshímzések legérettebb formái a 19. sz. végére főleg az Alföldön alakultak ki, amikor már a hanyatlás jelei is mutatkoztak.

## Színek használata
A színezésben is kiformálódtak a sajátosságok. A naturalisztikus tarkaság különösen az Alföldön és Erdélyben csökkent. Jellemző piros, bordó, lila, zöld és fekete uralma, kevés sárga, fehér és kék szín használattal. A díszített folt világító tüzét a piros vagy a lila adja, amely erőteljesen elválik a díszítmény fekete vagy zöld alapozásától. A 19. sz. végén, bár a kompozíciók és a ruhák díszítésének szerkezeti tökéletesítése csúcspontjára ért, a színessége hanyatlott. Az Alföldön és Borsodban a fekete, a Jászságban pedig a zöld lett az uralkodó. Megjegyezhetjük még, hogy a r. k. lakosság jobban szerette az élénkebb, tarkább színezést. Így Csökölyön a református ködmön egyszerű irhás, a római katolikus élénk selymezésű volt. Kecskeméten a kálvinista suba fekete, bordó, püspöklila árnyalatú, míg a római katolikus világosabb püspöklila, piros és kék színt is alkalmaz.  A szűcshímzéseknek bár jellemzője a tömör folthatás, általában mégis levegősebbek, mint a szűrhímzések, ugyanis a szűcshímzéseknél nem ajánlatos a motívumokat szorosan egymás mellé tenni, mert a kettős tűszúrás nyomán a bőr szétmállik.

## Hímzőfonal és öltéstechnika
Hímzőfonalnak eleinte gyapjú fonalat használtak, de a 19. sz. derekától a szűcsselyem lett az uralkodó. Öltésmódjában leggyakoribb a laposhímzés, melynek huroköltéses változatát is alkalmazták. A szélesebb szárakat néha fonatöltéssel varrták. A subák alján hálózásos, vagyis Margit-öltéses, másként boszorkányöltéses csíkot is alkalmaztak. A sugaras varrású kerek rózsákat, nagyobb irha leveleket, virágokat, csillagöltéssel, ill. farkasfogas öltéssel elevenítik.

#### Könyvek
- Balassa-Ortutay: Magyar néprajz, Corvina Kiadó, 1979 (ISBN 963-13-1505-3)
- Magyar értelmező kéziszótár. 2. kiadás. Budapest: Akadémiai. 1975.  ISBN 963-05-0731-5

#### Weblap
- https://web.archive.org/web/20110812074152/http://www.puszta.com/hun/hungary/cikk/az_alfold_nepviselete
- Cifraszűr[halott link]